# 25683 Haochenhong
25683 Haochenhong è un asteroide della fascia principale. Scoperto nel 2000, presenta un'orbita caratterizzata da un semiasse maggiore pari a 3,1403297 UA e da un'eccentricità di 0,1983344, inclinata di 6,26753° rispetto all'eclittica.